# Marie Lindgren
Ingrid Marie Lindgren (Burträsk, 26 de marzo de 1970) es una deportista sueca que compitió en esquí acrobático, especialista en las pruebas de salto aéreo.
Participó en los Juegos Olímpicos de Lillehammer 1994, obteniendo una medalla de plata en el salto aéreo.
Ganó dos medallas de plata en el Campeonato Mundial de Esquí Acrobático, en los años 1993 y 1995.

## Medallero internacional
| Juegos Olímpicos   | Juegos Olímpicos      | Juegos Olímpicos | Juegos Olímpicos |
| Año                | Lugar                 | Medalla          | Competición      |
| ------------------ | --------------------- | ---------------- | ---------------- |
| 1994               | Lillehammer (Noruega) | Medalla de plata | Salto aéreo      |
| Campeonato Mundial |                       |                  |                  |
| Año                | Lugar                 | Medalla          | Competición      |
| 1993               | Altenmarkt (Austria)  | Medalla de plata | Salto aéreo      |
| 1995               | La Clusaz (Francia)   | Medalla de plata | Salto aéreo      |